# Derancistrodes vittatus
Derancistrodes vittatus là một loài bọ cánh cứng trong họ Cerambycidae.